# Länsväg 252
De Zweedse weg 252 (Zweeds: Länsväg 252) is een provinciale weg in de provincie Västmanlands län in Zweden en is circa 33 kilometer lang.

## Plaatsen langs de weg
- Ramnäs
- Surahammar
- Hallstahammar
- Kolbäck

## Knooppunten
- Riksväg 66 bij Ramnäs (begin)
- E18 bij Hallstahammar
- Riksväg 56 bij Kolbäck (einde)